# Half-Life: Opposing Force
Half-Life: Opposing Force este un pachet de expansiune pentru jocul Half-Life, dezvoltat de Gearbox Software și publicat de Sierra Entertainment pe 19 noiembrie 1999. Acesta este primul pachet de expansiune creat pentru Half-Life, fiind anunțat în aprilie 1999.
Opposing Force prezintă evenimentele din Half-Life din perspectiva unui soldat american aparținând infateriei Marine SUA, inamic în jocul de bază. Personajul principal, Adrian Shephard, este trimis să neutralizeze facilitatea de cercetare Black Mesa după o eroare științifică care a provocat o invazie extraterestră. În scurt timp, Shephard descoperă că soldații sunt depășiți numeric și eliminați de o a doua specie de extratereștri și de trupele operațiunii negre.
Opposing Force a fost apreciat de critici, mulți descriindu-l ca un nou standard pentru viitoarele pachete de expansiune, la fel cum Half-Life a revoluționat genul de jocuri shooter first-person .

## Modul de joc
Fiind un pachet de expansiune pentru Half-Life, Opposing Force nu diferă foarte mult față de jocul original. Jucătorii traversează diverse nivele, luptându-se cu inamici variați și, ocazional, făcând pauze pentru a încărca următoarea parte a nivelului. Jocul este un shooter first-person, evenimentele din joc bazându-se pe scripturi, nu pe scene cinematice.
Spre deosebire de jocul original, în care paznicii și savanții erau ostili față de prezența militară, aceștia vor ajuta ocazional jucătorul. În plus, jucătorul dispune de sprijinul unor soldați cu funcții diferite. Soldatul ajută în bătălie, având fie pistol-mitralieră, fie pușcă sau mitralieră; soldatul medic poate vindeca jucătorul și alți soldați, iar inginerul poate suda uși și obstacole, permițând jucătorului să înainteze. În plus, o nouă specie de extratereștri, denumită „Rasa X”, este prezentă, având deseori altercații cu extratereștrii din „Xen”. Jucătorul se va confrunta și cu soldați ai operațiunii negre, care reprezintă alternativa militarilor din jocul de bază.
Jucătorul dispune de un nou armament care înlocuiește majoritatea armelor din jocul de bază, cum ar fi:
- Cheia franceză / cuțitul militar - înlocuiesc ranga
- Pistolul Desert Eagle - înlocuiește pistolul .357 magnum
- Luneta M40 - înlocuiește arbaleta

Opposing Force introduce și mecanici noi, cum ar fi cățăratul pe frânghii și folosirea unui „Barnacle Grapple”, având funcția de cârlig de prindere, pentru a trece peste anumite obstacole.

## Povestea

### Decorul
Opposing Force are loc în aceeași locație și timp cu jocul original, având loc în facilitatea de cercetare Black Mesa. În jocul original, Gordon Freeman, personajul jucat de jucător, asistă la o eroare științifică care cauzează rifturi de portale interdimensionale între Pământ și lumea de graniță Xen, permițând extratereștrilor să vină pe Pământ. Armata Statelor Unite răspund imediat, inițializând o misiune masivă de acoperire a celor întâmplate, încercând să elimine prezența extratereștrilor din Black Mesa, dar și eliminarea oricărei persoane martor.

### Acțiunea
Jocul începe cu Shephard și echipa sa într-un avion V-22 Osprey, unde discută despre misiunea la care iau parte, iritați că nu li s-au spus despre ce este vorba. Pe drum, un avion poate fi văzut atacat de către un avion extraterestru, la care, mai apoi, avionul lui Shephard este atacat de asemenea, cauzând prăbușirea acestuia. Shephard își recapătă conștiința unde este tratat de către echipa de savanți de la fața locului. Shephard explorează locul încercând să ajungă la zona de aterizare, unde descoperă diferite tipuri de extratereștrii. Ajuns la fața locului, Shephard, află printr-un radio că armata se retrage fiind depășiți numeric. Shephard încearcă să evacueze zona, încercând să ajungă la zona de extragere. Atunci când Shephard ajunge la zona de extragere, este lăsat în urmă în mod intenționat de către misterioasa persoană G-Man.
Shephard începe să evacueze zona din nou, căutând împreună cu ceilalți soldați lăsați în urmă, următoarea zonă de evacuare. Pe drum se întâlnesc cu o a doua rasă de extratereștrii, numită „Rasa X”, dar și cu soldații din operațiunea neagră trimiși la fața locului. Shephard și echipa sa încearcă să ajungă în Lambda Complex pentru evacuare. Shephard ajungând în complex, îl poate vedea pe Gordon Freeman cum este teleportat în Xen. Shephard este obligat de asemenea să se ducă în Xen prin alt portal apărut. Shephard apoi ajunge într-o nouă parte a facilității complet în ruine de către bătăliile intensificate dintre soldații din operațiunea neagră și „Rasa X”.
Shephard parcurge diferite laboratoare de biosfere și diferite camere cu ecosisteme din Xen, unde savanții din Black Mesa studiau fauna. Shephard găsește încă un radio de unde primește un semnal de ajutor de la un soldat care explică prezența unui monstru uriaș în facilitate. Shephard apoi se întâlnește cu acest monstru, un vierme gigant, care îi blochează calea. Acesta este obligat să îl omoare și merge mai departe. Shephard ajunge la suprafață unde este întâmpinat de lupte intense dintre soldații americani și „Rasa X”. Shephard înaintează, unde, dă din nou de soldații din operațiunea neagră, care mai apoi descoperă că aceștia au fost trimiși pentru a detona o bombă termonucleară în facilitate pentru a o distruge complet. Shephard dezactivează bomba dar apoi îl observă pe G-Man activând-o înapoi.
Shephard înaintează în zonele adânci ale facilității unde se regăsește din nou cu soldații din operațiunea neagră și „Rasa X”, care mai apoi dă de un paznic ce îi explică lui Shephard că „ceva” imens încearcă să iasă dintr-un portal extraterestru. Shephard ajunge la fața locului și descoperă un vierme genetic imens care a asistat la invazia „Rasei X” pe Pământ. Shephard reușește să facă destule daune semnificative încât viermele să se retragă, dar imediat Shephard este teleportat în același avion Osprey din care a sosit la facilitate, unde este întâmpinat de G-Man. G-Man îl felicită pe Shephard pentru realizările sale, unde, pe fundal se poate vedea cum bomba termonucleară este detonată în fundal, distrugând complet Black Mesa. G-Man îl duce apoi pe Shephard într-o dimensiune necunoscută, unde este lăsat acolo în avion pentru un timp nedeterminat, deoarece G-Man îi spune lui Shephard că nu îl poate lăsa liber să detalieze tot ce a văzut în acest incident.

## Personaje

### Adrian Shephard
Caporalul Adrian Shephard este protagonistul jocului, un militar american, făcând parte dintr-un pluton din Unitatea de Combatere Împotriva Mediului Hazardos, detașat la Baza Militară Santego. Shephard, împreună cu echipa sa, este trimis în Black Mesa pentru a neutraliza invazia extraterestră, cauzată în același loc. Totuși, echipa lui Shephard nu este informată de invazia extraterestră, din pricina faptului că comandantul de grupă este ucis atunci când avionul lor este atacat de către o navă extraterestră.

#### Jurnalul lui Adrian Shephard
Manualul de utilizare pentru Opposing Force conține 5 notări din jurnalul lui Shephard înainte de incidentul din Black Mesa, oferind informații despre instrucția lui Shephard și întâlnirea sa cu G-Man.
„3 martie - Încă o zi îngrozitoare la tabăra de instrucție... De-abia aștept să se termine o dată și să primesc o misiune. A fost văzut un civil ciudat la bază. Din zvonuri se presupune că face parte din ceva grup guvernamental căutând recruți; alții că face parte dintr-un grup de cercetare. M-aș băga și eu dacă aș avea șansa. Ar fi tare doar pentru o schimbare de peisaj.”
„7 martie - În sfărșit am văzut pe tipul cu guvernul. Nu prea cred că face parte dintr-un guvern, dar era îmbrăcat într-un costum strâmt și cu o valiză. Arăta mai mult ca un avocat sau un agent de asigurări pentru mine. Am observat că se tot uita la mine. De câteva ori pe parcursul zilei l-am observat uitându-se la mine în timpul instrucției. Mă întreb ce pune la cale..”
„9 martie - Săptămâni întregi, instrucția noastră a fost același rahat zi după zi. Astăzi ne-am adunat pentru alergatul de dimineață, iar instructorul nostru ne-a spus că avem o săptămână să devenim experți în combaterea strategică în interior. Vom petrece toată săptămâna la facilitatea de simulare a combaterii. Din câte știu, e un antrenament specializat care nu se face în tabăra de instrucție. Ce vreau eu să știu este dacă antrenamentul ăsta este pentru a ne testa abilitățile de adaptare sau dacă suntem pregătiți pentru o misiune specifică? Timpul va decide... ”
„12 martie - Au început să circule zvonuri de când a început instrucția noastră de combatere în interior. Mulți dintre colegii mei sunt convinși că suntem pregătiți pentru o misiune. Nimeni nu poate cădea de acord despre ce misiune este vorba. Am auzit numele facilitatea Black Mesa de câteva ori, dar nu știu nimic despre acel loc. Zvonurile spun că este vorba despre o cercetare top secretă acolo. Nu sună prea interesant pentru mine..”
„15 martie - Zvonul a fost confirmat. Suntem antrenați pentru o misiune la facilitatea Black Mesa. Tot ce știu este că acel loc este folosit de savanți pentru un fel de cercetare nouă. Nu-mi pot imagina pentru ce ar fi nevoie de noi. Astăzi ni s-a spus să fim pregătiți în caz că se întâmplă mâine. Nu știu la ce se referă, dar sună puțin straniu. Aș prefera să nu se întâmple nimic; misiunea nu prea pare să aibă ceva potențial interesant. Aș prefera să mai aștept pentru o misiune cu șanse mai mari de luptă.”

### Dwight T. Barnes
Instructorul Dwight T. Barnes este un instructor detașat la Baza Militară Santego. Acesta este responsabil pentru instruirea plutonului din Unitatea de Combatere Împotriva Mediului Hazardos, din care face parte și Adrian Shephard.
Personalitatea sa este comparabilă cu cea a instructorului șef Gunnery Sergeant Hartman din filmul Full Metal Jacket. Dwight T. Barnes adesea face referire la anumite fraze din film, precum:
„Texas? Holy Cow! You know what comes from Texas, don't you?!”
„What is your major malfunction, dirtbag?”

### Sharpe
Instructorul Sharpe este un instructor detașat la Baza Militară Santego, responsabil pentru a-l instrui pe Shephard în utilizarea vestei PCV, utilizarea armelor și simularea luptelor pe teren.
La începutul jocului, este foarte probabil ca Sharpe să fie comandantul de grupă a lui Shephard, având rolul de a detalia misiunea în care sunt implicați, dar care este ucis de către o navă extraterestră care atacă avionul lor.

### Gordon Freeman
Dr. Gordon Freeman este protagonistul jocului original, Half-Life, dar care face și o apariție în Opposing Force. Este ținta principală a soldaților, totuși, din pricina faptului că șeful de echipă a lui Shephard moare înainte să detalieze misiunea, acesta nu știe nimic despre Gordon. A asistat la catastrofa din Black Mesa care a dus la o invazie extraterestră. 
Este posibil în Capitolul 6 „We Are Not Alone” ca jucătorul să poate să sară în același portal în care a sărit și Gordon Freeman, creând un „paradox temporal”.

### G-Man
G-Man (numit și „Government Man”) este o enigmă și un personaj misterios care apare în majoritatea jocurilor din seria Half-Life. 
În Opoosing Force este văzut de câteva ori. Trei interacțiuni notabile sunt cele când G-Man îi deschide ușa jucătorului pentru a scăpa dintr-o cameră cu deșeuri toxice în creștere, a doua interacțiune este la zona de evacuare, atunci când G-Man închide ușa hambarului în fața jucătorului, iar ultima fiind de la finalul jocului, atunci când jucătorul este lăsat în abis de către G-Man pe o perioadă nedeterminată de timp.
Identitatea, motivele și viața sa personală rămân un mister, acesta lucrând pentru „Employers”, o organizație necunoscută, posibilă extradimensională.

### Walter Bennet
Dr. Walter Bennet este un savant din Black Mesa. Este menționat în Opposing Force în capitolul „Vicarious Reality” de către o hologramă a unui savant. Este apoi văzut în celălalt pachet de expansiune, Half-Life: Blue Shift, ajutându-l pe savantul Rosenberg.

### Gina Cross
Dr. Gina Cross este o savantă din Black Mesa, căruia înfățișare este folosită și pentru holograma folosită în jocul original dar și Blue-Shift, în „Hazard Course”. În Opposing Force își face aparența de două ori, o dată ca holograma din sectorul „Hazard Course” din Black Mesa, iar a doua oară în Xen, când Shephard folosește dispozitivul de teleportare, unde, găsește corpul lui Gina Cross fără suflare.

## Dezvoltarea
Half-Life: Opposing Force a fost prima oară anunțat de Gearbox Software pe 15 aprilie 1999. Fondatorul Gearbox Software, Randy Pitchford a declarat că „obiectivul nostru numărul unu este acela de a păstra integritatea Half-Life și de a oferi experiențe noi”, și, de asemenea, a anunțat că pachetul de expansiune va permite jucătorului să joace din perspectiva unuia dintre soldații prezentați în jocul original.  Numele de Opposing Force are o dublă semnificație, referindu-se atât la faptul că jucătorul este acum unul dintre dușmanii din jocul original, cât și la cea de-a treia lege de mișcare a lui Newton. Într-un interviu, Pitchford a declarat că, în opinia sa, Valve Software a oferit companiei Gearbox șansa de a face o continuare pentru Half-Life deoarece trebuiau să se concentreze pe Half-Life 2. În plus, Pitchford a declarat că Valve și Gearbox au fost de acord să nu „modifice grav” motorul grafic folosit de Half-Life și Opposing Force. Alte informații cu privire la dezvoltarea jocului video Opposing Force precum noi locații, noi personaje și o nouă poveste au fost dezvăluite la convenția Electronic Entertainment Expo din 1999. Site-ul web oficial pentru Opposing Force, hostat de Sierra Studios, a fost pus online în iulie 1999.
În decursul dezvoltării jocului, Gearbox a făcut rost de diverse talente externe pentru a ajuta la designul unor aspecte. În iunie 1999, Gearbox a anunțat că level designerul Richard Gray (cunoscut sub numele de „Levelord”) va contribui la dezvoltarea componentelor multiplayer. În septembrie 1999, mai mulți designeri cu experiență în dezvoltarea jocurilor precum Daikatana, Quake II, Doom și Shadow Warrior s-au alăturat proiectului. În următoarele două luni, au fost dezvăluite diverse capturi de ecran ale jocului. Jocul a fost lansat pe 19 noiembrie 1999.
În mai 2000, Gearbox și Valve au lansat o actualizare pentru multiplayer, adăugând un nou mod de joc „capture the flag", o nouă armă și anumite abilități speciale. Randy Pitchford a declarat „[...] Cu popularitatea imensă a multiplayer-ului Half-Life, am vrut ca Opposing Force să extindă experiența multiplayer”. Opposing Force a fost lansat ulterior pe platforma Steam.
Opposing Force a fost publicat de Sierra ca parte a compilației Half-Life: Generation în 2002, iar mai târziu de Valve și Electronic Arts ca parte a Half Life 1: Anthology pe 26 septembrie 2005.

## Coloana sonoră
Coloana sonoră din joc a fost creată de către Chris Jensen. După anularea portării Half-Life pe Dreamcast, pachetul de expansiune Half-Life: Blue Shift a fost lansat pentru Windows, la care coloana sonoră din Opposing Force a fost adăugată în Blue Shift pentru varianta disponibilă pe Windows.
| 1.  | Listen           | 0:17 |  | 11. | Danger Rises        | 1:17 |
| 2.  | Orbit            | 1:11 |  | 12. | Soothing Antagonist | 1:27 |
| 3.  | Name             | 1:54 |  | 13. | Run                 | 0:54 |
| 4.  | Scientific Proof | 0:17 |  | 14. | Open the Valve      | 1:25 |
| 5.  | Fright           | 1:03 |  | 15. | Tunnel              | 1:26 |
| 6.  | Storm            | 1:38 |  | 16. | Chamber             | 1:59 |
| 7.  | Trample          | 1:20 |  | 17. | Maze                | 0:59 |
| 8.  | Bust             | 1:49 |  | 18. | Alien Forces        | 2:05 |
| 9.  | The Beginning    | 2:07 |  | 19. | Planet              | 1:33 |
| 10. | Lost in Thought  | 1:22 |  |     |                     |      |

## Receptare critică
Opposing Force a fost aclamat de către critici, cu un scor de 86% pe site-ul de recenzii GameRankings. La momentul scrierii, Opposing Force are un scor de 95% pe platforma digitală Steam, cu o estimare de aproximativ 1 milion de copii digitale vândute.
Criticul Kim Randell a scris pentru revista Computer and Video Games faptul că „Este clar că Gearbox a depus eforturi uriașe pentru a oferi experiență similară cu jocul original”. Acesta a lăudat și multiplayer-ul jocului, spunând că este o zonă care „chiar iese în evidență”. Randell în încheiere a concluzionat că Opposing Force este „o realizare incredibilă”. Erik Wolpaw a scris pentru GameSpot faptul că majoritatea pachetelor de expansiune erau mediocre, notând că „este firesc că produsul creat de Gearbox, Opposing Force, pachetul de expansiune oficial pentru Half-Life, să seteze standarde noi pentru viitoare pachete de expansiuni”. Wolpaw a aclamat designul din single-player, adăugând că „poți simți entuziasmul designerilor atunci când o scenă memorabilă se termină cu alta, și te face să continui să joci”. Chiar dacă a criticat inteligența artificială din joc, și faptul că unele modele erau „simple înlocuiri”, recenzia s-a concluzionat cu faptul că, Opposing Force a fost o „aplicare pasionată a designului creativ”.
Alte recenzii au avut aceleași păreri despre aspectele pozitive ale jocului. GamePro a spus că „Gearbox a făcut o treabă grozavă, nu doar în a crea o expansiune pentru Half-Life, ci o continuare a unei capodopere”, aclamând level designul și elementele de poveste, dar notând faptul că este un joc scurt. Totuși, unii critici au criticat idea că, Opposing Force a avut același impact ca originalul, precum unii critici au făcut să pară.
PC Zone a spus că, „gustul rămas în gură a fost unul acru”, zicând „Opposing Force este făcut din niște idei bune legate de simplul paddding Half-Life”, dar concluzând că, „a fost distractiv pentru un weekend”. Eurogamer a notat faptul că, Opposing Force are aceleași probleme ca unele pachete de expansiune, comentând „un număr X de conținut nou a fost creat doar ca să fie tăiat în conținut vechi, și folosit într-o metodă liniară pentru a-l face să pară un joc nou”, dar notând „din fericire, noile lucruri din Opposing Force... sunt ale naibii de tari”. Aclamând level designul ca fiind cea mai bună parte a jocului, criticul a notat „spre finalul jocului... pare că au rămas fără timp de dezvoltare”. Recenzia de IGN, făcută de Vincent Lopez, spune că jocul „face o treabă fantastică în a te face să îți reamintești de ce ți-a plăcut originalul așa de mult”, criticând asta ca cel mai mare dezavantaj, comentând „s-ar putea să te regăsești dorind o experiență mai similară ca originalul”, concluzând „pentru bine și rău: e bine că s-au întors”.
Jocul a câștigat o sumă de premii, precum „Computer Action Game of the Year” de la Academy of Interactive Arts & Sciences în timpul 3rd Annual Interactive Achievement Awards. Editorii PC Gamer au prezentat Opposing Force pentru premiul „Cel mai bun pachet de expansiune” din anul 1999, și nominându-l tot pentru anul 1999 ca jocul anului, chiar dacă a pierdut față de Homeworld. Au scris că Opposing Force „face istorie ca fiind primul pachet de expansiune considerat jocul anului. Da, atât de bun a fost”.